# Amt Bargteheide-Land
Das Amt Bargteheide-Land ist ein Amt im Kreis Stormarn, Schleswig-Holstein.

## Amtsangehörige Gemeinden
| 1. Bargfeld-Stegen 2. Delingsdorf 3. Elmenhorst 4. Hammoor | 1. Jersbek 2. Nienwohld 3. Todendorf 4. Tremsbüttel |

## Geschichte
Es wurde 1948 unter der Bezeichnung Amt Bargteheide aus den Gemeinden Bargfeld-Stegen, Bargteheide, Delingsdorf, Elmenhorst, Fischbek, Hammoor, Jersbek, Klein Hansdorf, Nienwohld, Timmerhorn und Tremsbüttel der ehemaligen Amtsbezirke Bargteheide und Jersbek gebildet. Sitz des Amtes ist die Stadt Bargteheide.
Nach dem Ausscheiden Bargteheides 1957 bekam es seinen heutigen Namen. Im Rahmen der kommunalen Neuordnung in den 1970er Jahren schlossen sich Jersbek, Klein Hansdorf und Timmerhorn zur Großgemeinde Jersbek und Elmenhorst und Fischbek zur Großgemeinde Elmenhorst zusammen. 1974 wurde das benachbarte Amt Mollhagen aufgelöst und von diesem Amt kam Todendorf zum Amt Bargteheide.

## Wappen
Blasonierung: „Von Silber und Blau schräglinks geteilt. Oben ein golden gekrönter roter Bärenkopf, unten eine silberne heraldische Rose mit goldenen Staubblättern.“
Der Bärenkopf verweist auf das adlige Gut Jersbek und die Rose ist dem Siegel des landesherrlichen Amtes Tremsbüttel entnommen.